# ホテル十和田荘
ホテル十和田荘（ホテルとわだそう）は、青森県十和田市にある有限会社十和田荘が運営するホテル。

## 概要
234室と休屋地区では最も客室数が多い。

## 沿革
1958年創業。2002年には社長が理事長を務める十和田湖畔活性化事業協同組合が温泉掘削に成功し、この温泉をホテルに引いて営業を始めた。2004年には十和田湖の秋田県側にあったホテル「ホテルアズヴェール三越」を買い取り、「十和田湖レークビューホテル」の名称で運営している。

## 主な施設
入口には石川啄木の歌碑がある。
- 食事処「奥入瀬」
- 夜食処「花乙女」